# Марија Антоанета (филм из 2006)
Марија Антоанета (енгл. Marie Antoinette) америчко-француско-јапанска је драмедија, из 2006, са Кирстен Данст, Џејсоном Шварцманом, Џуди Дејвис, Рипом Торном и Роуз Берн, у главним улогама.

## Радња
1770. године. Марија Антонија Јозефин Јохана Хабзбуршко-Лотарињска (Кирстен Данст) је 14-годишња и најмлађа ћерка царице Марије Терезије од Аустрије. Мајка ју је одабрала да се уда за рођака, француског дофина Луја XVI (Џејсон Шварцман), и тако закључи савез између две силе.
На граници Француске и Аустрије одржава се симболична церемонија. По предању, млада мора оставити све што би је подсећало на туђи двор; ово укључује не само сву њену одећу и личне ствари, већ и њене пријатеље и њеног вољеног пса. Напуштајући шатор на француској страни, Марија-Антонија постаје дофина Марија-Антоанета.
Ускоро Марија Антоанета упознаје краља Луја XV (Рип Торн) и његовог унука, њеног будућег мужа, дофина. Пажња суда је скоро у потпуности усмерена на млади пар. Марија Антоанета је скоро увек окружена слугама и племенитим дамама. Не сме ни да се сама облачи, и мора да доручкује окружена великим бројем људи. Међутим, већина дворјана презире Дофину као странцу и оптужује је да брак не доноси наследника.
Француски суд буквално врви од гласина. Већина њих се односи на госпођу Дубери, краљеву миљеницу. Раније јој није било дозвољено да буде на двору, али јој је Луј XV доделио титулу грофице, што је изазвало незадовољство племства. Марија Антоанета је такође постала жртва гласина. Положај Дофине постаје све несигурнији.
Ускоро Марија Антоанета проналази пријатеље и почиње да се навикава на нови живот. Она проналази утеху у куповини луксузних хаљина и ципела (укључујући патике), једењу слаткиша и коцкању.
Дофен и његов брат крећу у још један лов, а Мари га обавештава да ће бити увређена ако њена снаја Мари-Жозефина (заправо Марија-Тереза, грофица од Артоа) има дете пре себе. Муж јој обећава да ће се после лова позабавити тиме. Француски краљ обавештава саветника да неће да раскине савез са Аустријом и наређује да пошаље лекара да прегледа Марију Антоанету и Луја XVI. Дофина је под притиском са разних страна јер њен брак остаје без деце. На крају, Мари-Јозефин рађа дечака, Луис-Антони.
Како се економска и политичка ситуација у Француској погоршава, Мери се све више удаљава од двора, а њен животни стил постаје хедонистичкији.
1774. године. Луј XV умире и Луј XVI постаје нови краљ Француске. Нови краљ је млад и неискусан и почиње да троши много новца на иностране ратове, посебно на америчку револуцију, повећавајући тако дугове Француске. Нешто касније, Марија Антоанета прославља свој осамнаести рођендан раскошном журком. Она наставља да троши огромне количине новца упркос растућем сиромаштву и немирима у земљи.
1777. године. Убрзо брат Марије Антоанете, Јосиф II, стиже у Версај да посети своју сестру и препоручи јој да се уздржи од сталних забава и коцкања, као и да промени окружење. Цар упознаје Луја у менажерији, где краљ приказује слона. Јосиф II објашњава „механику” сексуалних односа на примеру брава и кључева – будући да је један од краљевских хобија био прављење брава и кључева. Те ноћи, краљ и краљица први пут воде љубав...
19. децембра 1778, краљица је родила девојчицу Мари-Терез. Мајка жели сама да храни ћерку, али то не дозвољавају обичаји. Мала принцеза расте, а Марија Антоанета све више времена проводи у сеоској палати Петит Тријанон, коју јој је Луис поклонио. У исто време, Марија започиње аферу са грофом Ферсеном ...
1780. Умрла је мајка Марије Антоанете, Марија Терезија. Вест о смрти њене мајке веома шокира и разара краљицу.
22. октобра 1781. Марија Антоанета рађа дечака - дофина од Француске Лудовика Жозефа. Рођење дофина довело је до неописиве радости у Версају.
1789. године Француска револуција добија пуну снагу, а изгредници почињу да марширају од Париза до Версаја. Док већина племића бежи из земље, Марија Антоанета и њен муж одлучују да остану. Гомила стиже до палате, а краљевска породица је напушта следећег јутра. Последњи снимак филма је поглед на краљичину порушену спаваћу собу.

## Улоге
| Глумац             | Улога                  |
| ------------------ | ---------------------- |
| Кирстен Данст      | Марија Антоанета       |
| Џејсон Шварцман    | Луј XVI                |
| Џуди Дејвис        |                        |
| Стив Куган         |                        |
| Рип Торн           | Луј XV                 |
| Роуз Берн          | Јоланда Поластрон      |
| Азија Арђенто      | Мадам ди Бари          |
| Моли Шенон         |                        |
| Ширли Хендерсон    |                        |
| Дени Хјустон       | Јозеф II Хабзбуршки    |
| Маријана Фејтфул   | Марија Терезија        |
| Џејми Дорнан       | Аксел фон Ферсен млађи |
| Том Харди          |                        |
| Ал Вејвер          | Шарл X                 |
| Мери Наји          | Марија Лујза Савојска  |
| Себастијан Арместо | Луј XVIII              |